# Technomyrmex nigriventris
Technomyrmex nigriventris es una especie de hormiga del género Technomyrmex, subfamilia Dolichoderinae. Fue descrita científicamente por Santschi en 1910.
Se distribuye por Camerún, República Centroafricana, Congo, Ghana, Guinea, Costa de Marfil, Kenia, Nigeria y Uganda. Se ha encontrado a elevaciones de hasta 1600 metros. Vive en microhábitats como madera muerta y troncos de árboles.